# سیارک ۴۴۱۵
سیارک ۴۴۱۵ (به انگلیسی: 4415 Echnaton، نامگذاری:4237P-L) چهار هزار و چهارصد و پانزدهمین سیارک کشف شده‌است که در ۲۴ سپتامبر ۱۹۶۰ کشف شد.
قدر مطلق سیارک برابر ۱۵٫۲۰ است.